# Principado da Ibéria
Principado da Ibéria (em georgiano: ქართლის საერისმთავრო) é um termo utilizado para descrever um regime aristocrático que se estabeleceu na região da moderna Geórgia entre os séculos VI e IX quando a maior autoridade política era a de uma sucessão de príncipes. O principado foi fundado logo depois que os persas sassânidas suprimiram a dinastia real cosroida local por volta de 580 e perdurou até 888, quando o Reino da Ibéria foi restaurado sob o comando dos Bagrationi. Este estado aristocrático estava centrado no território que hoje forma a Geórgia central e oriental conhecida como Cártlia pelos georgianos e Ibéria para os autores clássicos e bizantinos. Suas fronteiras exatas variaram muito no período conforme o sabor das guerras contra persas, bizantinos, cazares, árabes e outros monarcas do Cáucaso na época.
Foi durante o período do principado que se consolidou a Igreja Georgiana e que surgiram os bagrátidas georgianos. Foi também o primeiro período de intensa atividade literária na língua georgiana na história da região e uma era de unificação política dos diversos enclaves feudais georgianos que acabariam se unificando no futuro Reino da Geórgia no início do século XI.

## História
Quando o rei de uma Ibéria unificada, Bacúrio III, morreu em 580, o governo sassânida da Pérsia aproveitou a oportunidade para abolir a monarquia ibérica. Os nobres concordaram sem resistir e os herdeiros da casa real se refugiaram nas fortalezas das terras altas — a linhagem principal cosroida na Caquécia e o ramo cadete dos guarâmidas em Colarzena e Javaquécia. Porém, o controle direto persa implicou pesados tributos e uma energética promoção do zoroastrismo na região que era majoritariamente cristã. Portanto, quando o imperador bizantino Maurício iniciou sua campanha militar contra o Império Sassânida em 582, os nobres ibéricos solicitaram sua ajuda para restaurar a monarquia. Maurício prontamente respondeu e, em 588, enviou seu protegido, Gurgenes I, dos guarâmidas, como novo monarca da Ibéria. Porém, Gurgenes não foi coroado rei, mas apenas reconhecido como "príncipe presidente" com o título bizantino de curopalata. O tratado romano-sassânida de 591 confirmou esta nova situação, mas deixou a Ibéria em uma parte romana e outra persa na cidade de Tiblíssi.
Assim, a criação do principado marcou o início da ascendência aristocracia dinástica na Ibéria e foi uma solução de compromisso para acomodar a rivalidade bizantino-sassânida pelo controle do Cáucaso. Os príncipes presidentes da Ibéria, como maior força política local, deveriam ser confirmados e sancionados pela corte em Constantinopla. Nas fontes georgianas, receberam vários nomes: erist'avt'-mt'avari, eris-mt'avari, erist'avt'-erist'avi ou apenas eristavi (geralmente traduzidos para o português como "príncipe", "arquiduque" ou "duque"). A maior parte deles recebeu ainda variados títulos bizantinos. Oito de quatorze, por exemplo, foram curopalatas, um dos mais altos títulos da corte. As crônicas medievais georgianas deixam claro, porém, que estes príncipes, apesar de gozarem da lealdade dos grandes nobres, tinham poucos poderes de fato, pois "não podiam remover os duques da Ibéria de seus ducados por terem escrituras do xainxá persa e do imperador bizantino confirmando seus ducados".
Oferecendo proteção ao Principado da Ibéria, os imperadores bizantinos tentaram de todas as formas limitar a influência persa e, posteriormente, islâmica no Cáucaso, mas os príncipes nem sempre foram consistentes nesta aliança pró-bizantina e, por absoluto pragmatismo político, às vezes reconheciam a suserania de poderes regionais rivais.
O sucessor de Gurgenes, o segundo príncipe presidente, Estêvão I, reorientou a política georgiana para os persas numa tentativa de reunir as duas metades de seu país, o que lhe custou a vida quando o imperador Heráclio atacou Tiblíssi em 626. Heráclio reinstalou no trono um membro mais pró-bizantino dos cosroidas, que, apesar disso, foi forçado a reconhecer a suserania do califa omíada na década de 640, apenas para se revoltar, sem sucesso, contra seus novos mestres na década de 680. Sem o Principado da Ibéria, os cosroidas se retiraram para seu apanágio na Caquécia, onde governaram como príncipes locais até a extinção da família por volta de 800. Os guarâmidas retornaram ao trono e enfrentaram a difícil missão de manobrar entre os interesses dos árabes e dos bizantinos. Os primeiros, preocupados principalmente em manter o controle das cidades e rotas comerciais, tomaram Tiblíssi e criaram ali o Emirado de Tiblíssi na década de 730, expulsando os príncipes ibéricos para Uplistsikhe, de onde conseguiam exercer apenas uma limitada influência sobre os demais senhores georgianos, todos entrincheirados em seus castelos para tentar alguma autonomia em relação aos árabes. Os guarâmidas foram sucedidos por um curto período pelos nersianidas entre 748 e 779/80 e desapareceram para sempre em 786, ano de uma sangrenta campanha de repressão contra os rebeldes nobres georgianos organizada por Cuzaima ibne Cazim, uale ("vice-rei") do Cáucaso.
A extinção dos guarâmidas e a situação precária dos cosroidas abriram espaço para que seus ambiciosos primos da família bagrátida, na figura de Asócio I Curopalata (r. 786/813–830), reunissem suas heranças em partes da Ibéria. Depois de aceitar a proteção bizantina, os bagrátidas, de suas bases na região de Tao-Clarjécia, presidiram um período de renascimento cultural e de expansão cultural. Em 888, Adanarses I, dos bagrátidas, que havia emergido vitorioso de uma difícil disputa dinástica, conseguiu restaurar a autoridade real georgiana ao assumir o título de "rei dos georgianos" em Tao-Clarjécia..

## Príncipes presidentes da Ibéria
- Gurgenes I, dos guarâmidas, 588–ca. 590
- Estêvão I, dos guarâmidas, ca. 590–627
- Adanarses I, dos cosroidas, 627–637/642
- Estêvão II, dos cosroidas, 637/642–ca. 650
- Adanarses II, dos cosroidas, ca. 650–684
- Gurgenes II, dos guarâmidas, 684–ca. 693
- Gurgenes III, dos guarâmidas, ca. 693–ca. 748
- Adanarses III, dos cosroidas, ca. 748–ca. 760
- Narses, dos nersianidas, c. 760–772, 775–779/780
- Estêvão III, dos guarâmidas, 779/780–786
- Asócio I, dos bagrátidas, 813–830
- Pancrácio I, dos bagrátidas, 842/843–876
- David I, dos bagrátidas, 876–881
- Gurgenes I, dos bagrátidas, 881–891 (com sobreposição com a restauração do reino por Adanarses IV)

## Reis na Ibéria
| - Adanarses IV, 888–923 - David II, 923–937 - Simbácio I, 937–958 |  | - Pancrácio II, 958–994 - Gurgenes da Geórgia, 994–1008 |

## Reunificação
- Pancrácio III, 1008–1014